# Epizeuxis scriptipennis
Epizeuxis scriptipennis är en fjärilsart som beskrevs av Walker 1858. Epizeuxis scriptipennis ingår i släktet Epizeuxis och familjen nattflyn. Inga underarter finns listade i Catalogue of Life.